# Rio Bâsca Chiojdului
O Rio Bâsca Chiojdului é um rio da Romênia afluente do Rio Buzău, localizado no distrito de Prahova e Buzău.